# 노무라 이치로
노무라 이치로(일본어: 野村 一郞, 1868년 ~ 1942년 7월 28일)는 오사카와 타이완, 조선을 거점으로 옛 타이완 총독 관저(현재 타이페이 영빈관), 옛 조선총독부 청사 등을 설계한 건축가이다. 타이완 총독부에 재임 중에는 타이베이시의 도시 계획에도 종사했다.

## 경력
- 1895년(메이지 28년) 도쿄제국대학 조가학과(造家学科)를 졸업(동기생으로 세키노 다다시(일본어: 関野 貞))
- 1900년(메이지 33년) 타이완 총독부 민정부(民政部) 토목과(土木課) 기사(技師)
- 1902년(메이지 35년) 타이완 총독부 민정부 영선과(営繕課) 기사
- 1904년(메이지 37년) 타이완 총독부 민정부 영선과 기사・과장
- 1907년(메이지 40년) 조선 총독부 청사 건축설계 심사위원을 겸무
- 1911년(메이지 44년) 타이페이 시 시구계획위원을 겸무
- 1912년(다이쇼 1년) 시게 쇼고로(일본어: 茂 庄五郎) 건축사무소(간사이에서 건축설계사무소를 개척)
- 1913년(다이쇼 2년) 하시모토 츠토무(橋本 勉)와 함께 무노무라(茂野村) 사무소를 공동 경영
- 1926년(쇼와 1년) 노무라 이치로 건축사무소를 개소
- 1942년(쇼와 17년) 사망(향년 73세)

## 주요 작품
- 타이완 총독 관저 (台湾総督官邸, 1901년, 타이페이 시, 현재 타이페이 영빈관, 후쿠다 도고(福田東吾)・미야오 린(宮尾麟)과 공동 설계)
- 동탁 빌딩 (東託ビル, 1925년, 기코 코자부로(木子幸三郎)와 공동 설계)
- 동양 빌딩 (東洋ビルヂング, 1926년, 기코 코자부로・아베 미키시(阿部美樹志) 공동 설계)
- 조선총독부 청사 (朝鮮総督府庁舎, 1926년, 대한민국 서울특별시, 게오르크 데 랄란데・구니에다 히로시(일본어: 國枝 博)와 공동 설계, 1996년 철거)
- 오사카 시 전기국 승합자동차 우메다 제2차고 (大阪市電気局乗合自動車梅田第二車庫, 1931년, 현존하지 않음)

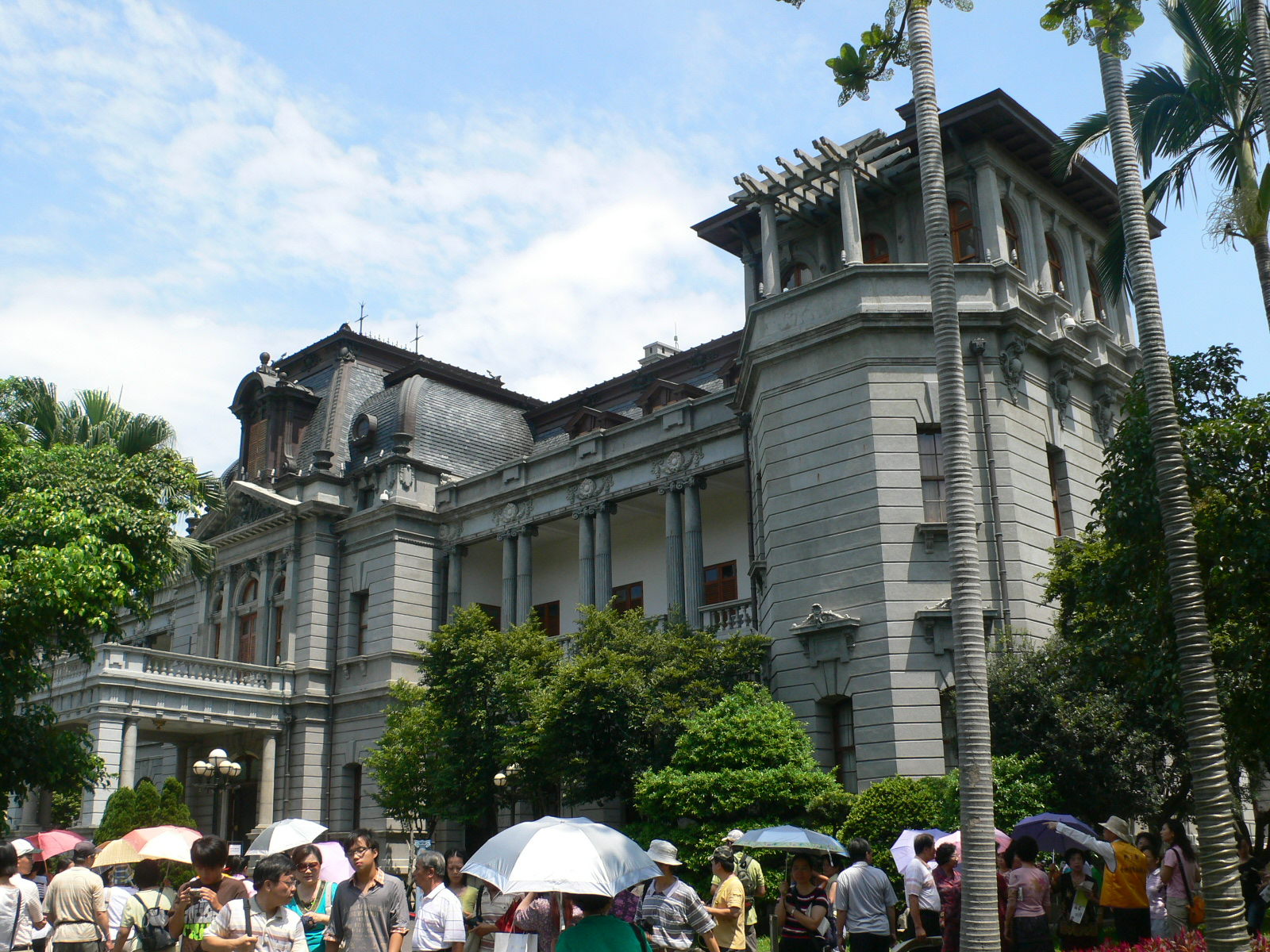
타이완 총독 관저
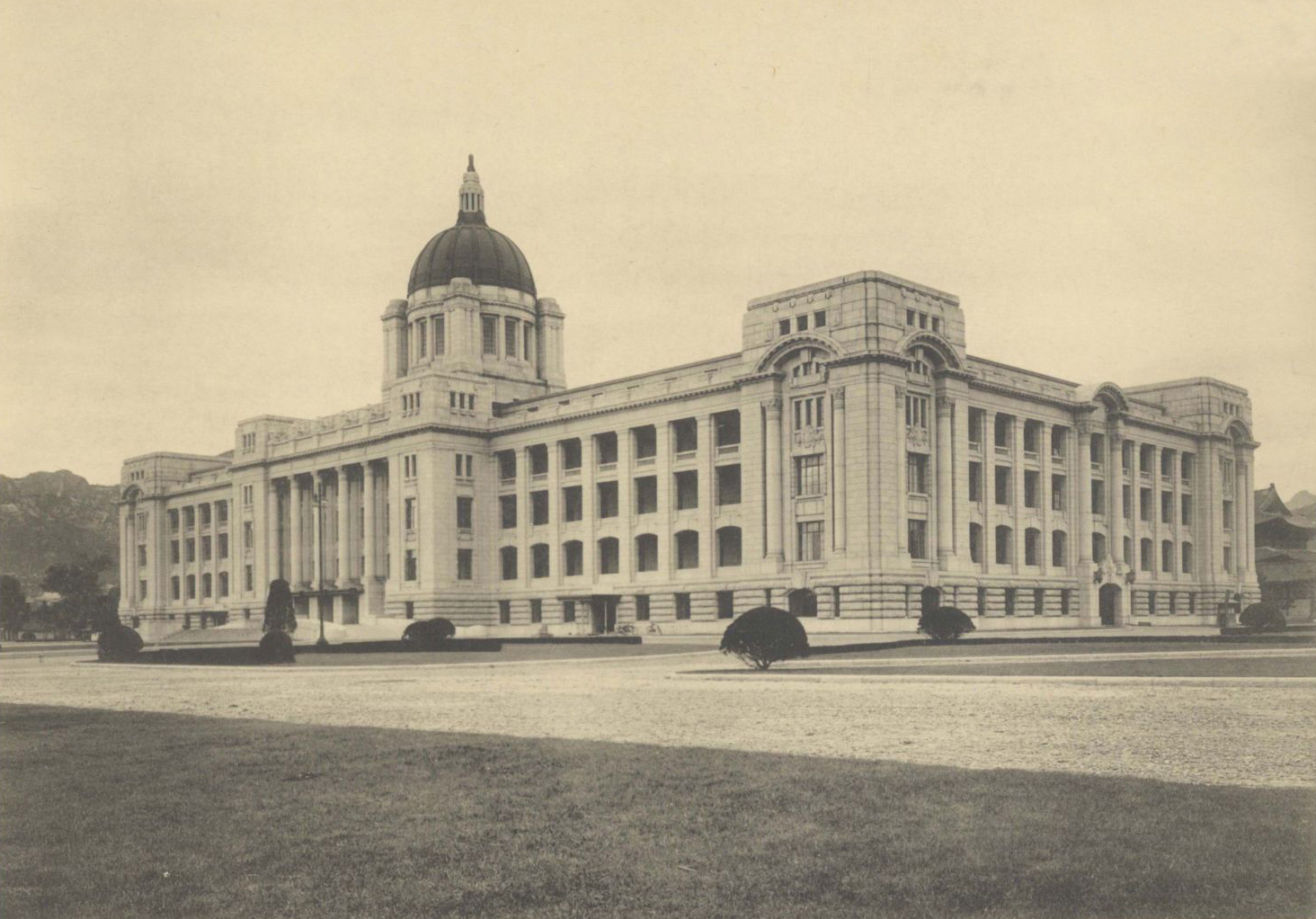
조선총독부 청사

## 같이 보기
- 조선총독부 청사와 관사